# Matt Mahoney
Matthew Vincent Mahoney, né en 1955, est un programmeur américain expert en compression de données, créateur de la famille de compresseurs PAQ et de ses dérivés LPAQ et ZPAQ ainsi que de compresseurs moins connus comme BBB, SR2 ou FLZP.

## PAQ
En 2002, Matt Mahoney publie le logiciel PAQ, à l'origine d'une famille d'archiveurs utilisant la pondération de contextes.
PAQ fait suite à P12, qui visait à prouver la faisabilité et l'intérêt de la compression de données par réseau de neurones.
Prometteur et open-source, PAQ attire de nombreux contributeurs, jusqu'à devenir l'un des projets communautaires les plus actifs dans le domaine de la compression de données sans perte.
Au fur et à mesure des versions, PAQ introduit de nouveaux concepts faisant référence dans le domaine de la compression, et devient l'un des compresseurs les plus efficaces jamais développés, procurant par là même à son auteur un statut d'expert reconnu.
Son objectif (partagé avec Marcus Hutter), est d'établir la compression de données comme test d'intelligence artificielle, au même titre que le test de Turing.

## Large text benchmark et Prix Hutter
Matt Mahoney est le mainteneur du Large text benchmark, un concours permanent ouvert à tous les compresseurs et évaluant leur capacité à compresser un dump d'un gigaoctet (109 octets) ou de cent mégaoctets (108 octets) de la version anglaise de Wikipédia.
Initié par Marcus Hutter, le Prix Hutter est un prix décerné aux compresseurs parvenant à établir des nouveaux records dans ce concours (avec le fichier de cent mégaoctets), en respectant certaines contraintes de temps (moins de dix heures pour la décompression) et d'utilisation de ressources (moins de un gibioctet de mémoire vive pour la décompression), le record initial étant fixé à 18 324 887 octets, score obtenu par PAQ8F, le dernier compresseur de Matt Mahoney lors du lancement du concours le 6 août 2006.

## BARF
Matt Mahoney est à l'origine du canular BARF, un compresseur récursif prétendument capable de compresser n'importe quel fichier d'au moins un octet, permettant ainsi, via plusieurs compressions successives, de réduire n'importe quelles données à un fichier vide.
Cette plaisanterie visait à illustrer le paradoxe du compresseur.

## Institut technologique de Floride
Jusqu'en 2009, Matt Mahoney était professeur d'informatique à l'Institut technologique de Floride, ou il enseignait le C++, le Java, l'assembleur, la programmation réseau et la cryptographie.

## Course extrême
Matt Mahoney est un adepte de course extrême, une discipline sportive de course à pied, à vélo et de natation sur de très longues distances.